# Bastilla maturata
Bastilla maturata là một loài bướm đêm thuộc họ Erebidae. Loài này có ở khu vực đông bắc của Himalaya, miền nam Trung Quốc, Nhật Bản, Thái Lan, bán đảo Mã Lai, Sumatra và Borneo.

## Hình ảnh

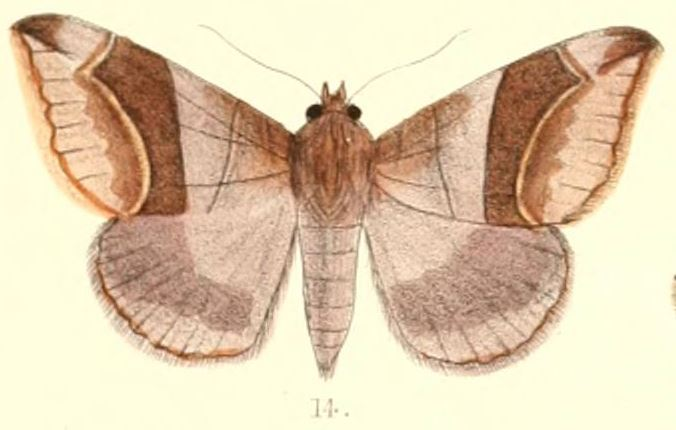